# Поцелуевский, Александр Петрович
Алекса́ндр Петро́вич Поцелуе́вский (бел. Аляксандар Пятровіч Пацалуеўскі; 1894—1948) — советский учёный-тюрколог, филолог, литературовед, основатель школы туркменоведения в СССР, сделавший первое научное описание туркменского языка, его фонетики, синтаксиса и диалектов.

## Биография
Родился 1 (13) мая 1894 года в селе Букмуйжа Режицкого уезда Витебской губернии (ныне — Эзерниеки Дагдского края Латвии) в семье сельского учителя, белорус.
В 1914 году окончил Витебскую классическую гимназию, в 1918 году — Лазаревский институт восточных языков, где изучал не только восточные (арабский, персидский, турецкий), но и европейские языки. С декабря 1918 по июнь 1922 года был преподавателем английского и французского языков в Витебском отделении Московского археологического института, впоследствии в течение года преподавал на курсах Витебского губОНО. В 1921 году впервые посетил Ташкент, где некоторое время преподавал персидский язык. С октября 1923 года работал на Среднеазиатской железной дороге в Ашхабаде в службе просвещения, параллельно преподавал различные языки в нескольких учебных заведениях Ашхабадского горОНО. В июне 1926 года был назначен консультантом в секцию национальной культуры Государственного Учёного совета Наркомпроса Туркменской ССР; занимал эту должность до января 1928 года, после чего был переведён на должность заведующего Кабинетом языкознания Туркменкульта, при этом ещё с 1927 года под эгидой этой организации возглавлял этнолого-лингвистические экспедиции в отдалённые районы Туркменистана.
В сентябре 1932 года возглавил сектор языка Туркменского государственного научно-исследовательского института, в декабре 1933 года стал профессором Ашхабадского педагогического института (преподавал в нём с 1931 года), возглавив кафедру туркменского языка и общего языкознания. В марте 1935 года был назначен учёным секретарем Центрального комитета нового алфавита и языкового строительства при Президиуме ЦИК Туркменской ССР, впоследствии вошёл в состав комиссий по народному просвещению республики, разработке туркменского алфавита на основе кириллицы и других комиссий. В ноябре 1940 года возглавил сектор языка в Институте истории, языка и литературы Туркменского филиала Академии наук СССР. В 1943 году получил звание заслуженного деятеля науки Туркменской ССР.
Погиб 6 октября 1948 года во время Ашхабадского землетрясения.

## Заслуги
Научное наследие Поцелуевского включает в себя работы по грамматике туркменского и тюркских языков, а также по культуре, поэтике и фольклору туркменского народа. Первым разработал учебный курс туркменского фольклора, также первым выявил наличие тонического (наряду с силлабическим) стихосложения в туркменской народной поэзии. Главные труды: «Стихотворный ритм гокленских народных песен» (1928), «Метрика произведений Махтумкули» (1943); «Рифма в произведениях Махтумкули» (1944), «Проблемы стадиально-сравнительной грамматики тюркских языков» (1946); «К вопросу о происхождении формы настоящего времени в тюркских языках юго-западной группы» (1948). Имел государственные награды — орден «Знак почёта» и медаль.

## Основные труды
- Фонетика туркменского языка. — Ашхабад, 1936.
- Диалекты туркменского языка. — Ашхабад, 1936.
- Основы синтаксиса туркменского литературного языка. — Ашхабад, 1943.
- Избранные труды. — Ашхабад, 1975.